# Michele Dougherty
Michele Dougherty (1962) é uma professora de física espacial no Imperial College London.
Foi laureada em 2008 com a Medalha Hughes da Royal Society, "pelo uso inovador de dados de campo magnético que levaram à descoberta de uma atmosfera em torno de umas luas de Saturno e da maneira que revolucionou a nossa visão do papel das luas de planetas no Sistema Solar".